# فيدا شتاينرت
فيدا شتاينرت  (بالإنجليزية: Vida Steinert)‏ (24 يناير 1903 - 27 فبراير 1999) هي رسامة نيوزيلندية، وُلدت في هاميلتون، نيوزيلندا.

## روابط خارجية
- فيدا شتاينرت على موقع فايند أغريف